# Рамзайский сельсовет
Рамзайский сельсовет — муниципальное образование со статусом сельского поселения в Мокшанском районе Пензенской области Российской Федерации.
Административный центр — село Рамзай.

## История
Статус и границы сельского поселения установлены Законом Пензенской области от 2 ноября 2004 года № 690-ЗПО «О границах муниципальных образований Пензенской области».

## Население
| 2002  | 2010  | 2012  | 2013  | 2014  | 2015  | 2016  |
| ----- | ----- | ----- | ----- | ----- | ----- | ----- |
| 2506  | ↘2384 | ↘2328 | ↗2365 | ↗2371 | ↗2376 | ↗2414 |
| 2017  | 2018  | 2021  |       |       |       |       |
| ↗2432 | ↘2398 | ↗2499 |       |       |       |       |

## Состав сельского поселения
| № | Населённый пункт | Тип населённого пункта       | Население |
| - | ---------------- | ---------------------------- | --------- |
| 1 | Пяша             | деревня                      | ↘181      |
| 2 | Пяша             | разъезд                      | 92        |
| 3 | Рамзай           | село, административный центр | ↘1953     |
| 4 | Рамзай           | станция                      | ↘143      |
| 5 | Трудовик         | посёлок                      | 15        |